# Разбугор'я
Разбугор'я (рос. Разбугорье) — село у Володарському районі Астраханської області Російської Федерації.
Населення становить 410 осіб (2010). Входить до складу муніципального утворення Козловська сільрада.

## Історія
Населений пункт розташований на території українського етнічного та культурного краю Жовтий Клин. Згідно із законом від 6 серпня 2004 року органом місцевого самоврядування є Козловська сільрада.

## Населення
| 2002 | 2010 |
| ---- | ---- |
| 399  | ↗410 |